# Казарма 207 км
Каза́рма 207 км (рос. Казарма 207 км) — селище у складі Амурського району Хабаровського краю, Росія. Входить до складу Болонського сільського поселення.

## Населення
Населення — 15 осіб (2010; 7 у 2002).
Національний склад (станом на 2002 рік):
- росіяни — 86 %